# 温特 (姓氏)
温特 或者 溫特（Winter，Wintour）可以指：
- 阿隆·温特（荷蘭語：Aron Mohamed Winter，1967年3月1日－）, 蘇里南足球運動員。
- 泰倫斯·溫特（英語：Terence Patrick Winter，1960年10月2日－）, 美國電視電影作家和製片人。
- 艾力克斯·溫特（英語：Alexander Ross Winter，1965年7月17日－）, 英美演員、導演和編劇。
- 艾莉尔·温特（英語：Ariel Winter，1998年1月28日－）, 美國女演員。
- 安娜·溫特（英語：Anna Wintour，1949年11月3日－）, 英國記者。
- 霍伊·溫特（英語：Howard Thomas Winter，1929年3月17日－2020年11月12日）, 德國和愛爾蘭血統的美國黑幫。

|  | 本页或本分段罗列了姓氏为「温特 (姓氏)」的人物。 如果是一个指代特定个人的内链将您引导到本页，請考慮修正該人物的名字以將链接指向正確的條目。 |